# Puchar Polski w piłce siatkowej mężczyzn (1991/1992)
Puchar Polski w piłce siatkowej mężczyzn 1991/1992 – 35. sezon rozgrywek o siatkarski Puchar Polski, rozgrywany od 1932 roku.

## Rozgrywki

### Tabela
| Lp. | Drużyna            | Pkt | Mecze | Mecze | Mecze | Sety | Sety | Sety  |
| Lp. | Drużyna            | Pkt | M     | W     | P     | wyg. | prz. | ratio |
| --- | ------------------ | --- | ----- | ----- | ----- | ---- | ---- | ----- |
| 1   | AZS Olsztyn        | 6   | 3     | 3     | 0     | 9    | 1    | 9.000 |
| 2   | BBTS Bielsko-Biała | 4   | 3     | 1     | 2     | 5    | 6    | 0.833 |
| 3   | Chełmiec Wałbrzych | 4   | 3     | 1     | 2     | 4    | 7    | 0.571 |
| 4   | AZS Stal Nysa      | 4   | 3     | 1     | 2     | 3    | 7    | 0.429 |

### Wyniki
| Data       | Drużyna 1          | Wynik | Drużyna 2          | Sety |
| ---------- | ------------------ | ----- | ------------------ | ---- |
| 04.01.1992 | AZS Olsztyn        | 3:1   | BBTS Bielsko-Biała |      |
| 04.01.1992 | Chełmiec Wałbrzych | 1:3   | AZS Stal Nysa      |      |
| 05.01.1992 | AZS Olsztyn        | 3:0   | Chełmiec Wałbrzych |      |
| 05.01.1992 | BBTS Bielsko-Biała | 3:0   | AZS Stal Nysa      |      |
| 06.01.1992 | AZS Olsztyn        | 3:0   | AZS Stal Nysa      |      |
| 06.01.1992 | BBTS Bielsko-Biała | 1:3   | Chełmiec Wałbrzych |      |

## Klasyfikacja końcowa
| Miejsce | Drużyna                      |
| ------- | ---------------------------- |
| 1.      | AZS Olsztyn                  |
| 2.      | BBTS Włókniarz Bielsko-Biała |
| 3.      | Chełmiec Wałbrzych           |
| 4.      | Stal Nysa                    |